# Roger Breuil
Roger Breuil, né Roger Jacques Jézéquel le 23 mars 1898 à Paris où il est mort le 1er mars 1948, est un écrivain français.
Successivement pasteur protestant, journaliste, romancier, homme de théâtre et scénariste, il s’efforça d’incarner l’impossible vocation de l’artiste chrétien.

## Biographie
Roger Breuil est le fils de Jules Jézéquel, membre éminent du Christianisme social qui, entre les deux guerres, milita pour la paix et la réconciliation franco-allemande à la tête de la branche française de The Church Peace Union, l’Alliance universelle pour l’amitié internationale par les Églises.
Roger Breuil s’engage en 1917 puis, au retour de la guerre, achève ses études de philosophie (diplôme d’études supérieures) et de droit (doctorat). Sous la direction spirituelle de Pierre Maury, il fait ses études de théologie à New York (l’Union Theological Seminary), puis à Paris, et est nommé pasteur à Saint-Palais-sur-Mer en Charente-Maritime.
Il écrit alors Traduit de l’américain (1933), qui reçoit le prix du Premier roman, puis Les Uns les autres (1933) et Augusta (1935). Ces romans sont publiés à la NRF.
En 1932, avec Denis de Rougemont, Henry Corbin, Roland de Pury et Albert-Marie Schmidt, tous influencés par la pensée de Kierkegaard, Dostoïevski et Karl Barth, il fonde la revue Hic et nunc pour « promouvoir la théologie dialectique qu'a élaborée le théologien suisse (Karl Barth) au début des années 1920 et contester, sur un ton volontiers impertinent, le libéralisme théologique et le christianisme social. Par ailleurs, les liens que (ces jeunes intellectuels protestants) entretiennent avec les cercles « non-conformistes » font de Hic et nunc l'expression d'un non-conformisme protestant, révélant certains traits particuliers de l'esprit des années 1930 » (citation tirée du site de la Société de l'histoire du protestantisme français). La revue s’arrête en 1936.
En 1934, Roger Breuil donne sa démission du pastorat et s’installe en Béarn d’où il envoie des articles à la revue personnaliste Esprit et entretient des correspondances suivies avec des écrivains et des intellectuels tels que Pierre Emmanuel, Roger Leenhardt, Alexandre Marc, Gabriel Marcel, Emmanuel Mounier, Jean Paulhan, Roland de Pury, Denis de Rougemont, Hébert Roux. En 1937, il publie La Galopine.
En 1939, il est mobilisé dans l’armée d’Orient et revient à la fin de l’année 1940 dans sa propriété au pied des Pyrénées où, avec son épouse et son père, il va, pendant quatre ans, cacher des proscrits du franquisme et du nazisme.
En 1944, il remonte à Paris, où il est nommé, à la radio, directeur du service des Émissions vers l’Amérique latine. Il publie un roman, Une fille dans la montagne (1944) puis une biographie, Brutus (1945) qui reçoit le prix de la Pléiade, et une étude biblique, La Puissance d’Élie (1945). Avec son beau-frère, le cinéaste Roger Leenhardt, il écrit le scénario et les dialogues du film Les Dernières Vacances (comme il l’avait fait, en 1941, pour Une fille dans la montagne). Il meurt brusquement de la grippe, quelques jours avant d’avoir cinquante ans.
Roger Breuil (Roger Jézéquel) fut nommé juste parmi les nations par Yad Vashem en 2003. Ses archives littéraires sont conservées à la Bibliothèque nationale de France, département des Manuscrits, 58 rue Richelieu, Paris.

## Romans et essais
- Traduit de l’américain, Éditions du Cavalier, 1933
- Traduit de l’américain, Gallimard, 1933
- Les Uns les autres, Gallimard, 1933
- Augusta, Gallimard, 1935
- Augusta, Labor et Fides, 1956
- La Galopine, Gallimard, 1937
- La Galopine, Labor et Fides, 1957
- Une fille dans la montagne, (sous le pseudonyme de Jean Chartreux), Bordas, 1944
- La Puissance d’Élie, Delachaux et Niestlé, 1945
- L’Église compromise (La puissance d’Élie), Oméga International, 1995 / Foi et Victoire, 2004(édition pirate)
- Brutus, Gallimard, 1945
- Brutus, Marrons, 2001
- Les Sept Kilomètres, nouvelle
- Près de la fenêtre, nouvelle
- Élie, pièce de théâtre (1946)

## Scénarios et dialogues (en collaboration avecRoger Leenhardt)
- L’Amour autour de la maison (1946)
- Une fille dans la montagne (1964)
- Les Dernières Vacances (1948)